# Gábor Totola
Gábor Totola (* 10. prosince 1973 Budapešť, Maďarsko) je bývalý maďarský sportovní šermíř, který se specializoval na šerm kordem. Maďarsko reprezentoval krátce v první polovině devadesátých let. Na olympijských hrách v roce 1992 byl náhradníkem maďarského družstva kordistů, se kterým získal stříbrnou olympijskou medaili. V roce 1993 získal na mistrovství Evropy v soutěži jednotlivců třetí místo.